# Peter Ozsváth
Peter Steven Ozsváth (né le 20 octobre 1967 à Dallas) est un mathématicien américain.

## Formation et carrière
Ozsvath a étudié à l'université Stanford où il obtient son Bachelor en 1989 puis il obtient son doctorat en 1994 sous la direction de John Morgan à l'université de Princeton (« On Blowup Formulas For SU(2) Donaldson Polynomials »). Puis il a travaillé en tant que chercheur post-doctoral au California Institute of Technology (Caltech), à l'Institut Max-Planck de mathématiques de Bonn, au Mathematical Sciences Research Institute (MSRI) à Berkeley et à l'Institute for Advanced Study. Après des postes à l'université de Californie à Berkeley, à Princeton et à l'université d'État du Michigan, il est depuis 2002 à l'université Columbia, où il est actuellement professeur.

## Travaux
Avec Zoltán Szabó, il a développé l'homologie de Floer Heegaard, une théorie d'homologie pour les 3-variétés. 

## Prix et distinctions
Ozsvath a bénéficié d'une bourse Sloan et d'une bourse de recherche postdoctorale de la National Science Foundation. Il a été invité à donner plusieurs conférences dont la conférence Abraham Robinson à l'université Yale en 2003, la conférence William H. Roever à l'université Washington de Saint-Louis en 2004, et la conférence de la Fondation du Koweït à l'université de Cambridge en 2006. Pour leurs contributions dans le domaine de la topologie, Ozsváth et Szabó ont été lauréats en 2007 du prix Oswald-Veblen en géométrie.
Szabo est avec Ozsvath conférencier invité au congrès international des mathématiciens (ICM) 2006 à Madrid (« Heegaard diagrams and Floer homology »). En 2004 tous deux donnent une conférence plénière au 4e Congrès européen de mathématiques (« On Heegaard diagrams and holomorphic discs »). 
En 2018 Ozsváth a été élu à l'Académie nationale des sciences.

## Publications
(octobre 2018).
- Zoltán Szabó et Peter Ozsváth, « Holomorphic disks and topological invariants for closed three-manifolds », Annals of Mathematics, vol. 159, no 3,‎ 2004, p. 1027–1158 (DOI 10.4007/annals.2004.159.1027, arXiv math/0101206).
- Zoltán Szabó et Peter Ozsváth, « Holomorphic disks and three-manifold invariants: properties and applications », Annals of Mathematics, vol. 159, no 3,‎ 2004, p. 1159–1245 (DOI 10.4007/annals.2004.159.1159).
- Grid Homology for Knots and Links, American Math Society, (2015)]
- avec Tomasz Mrowka, Baozhen Yu: Seiberg-Witten monopoles on Seifert fibered spaces. Comm. Anal. Geom. 5 (1997), no. 4, 685–791.
- avec Ciprian Manolescu, Sucharit Sankar: A combinatorial description of knot Floer homology. Ann. of Math. (2) 169 (2009), no. 2, 633–660.
- avec Szabó: The symplectic Thom conjecture. Ann. of Math. (2) 151 (2000), no. 1, 93–124.
- avec Szabó: Absolutely graded Floer homologies and intersection forms for four-manifolds with boundary. Adv. Math. 173 (2003), no. 2, 179–261.
- avec Szabó: Knot Floer homology and the four-ball genus. Geom. Topol. 7 (2003), 615–639.
- avec Szabó: Holomorphic disks and genus bounds. Geom. Topol. 8 (2004), 311–334.
- avec Szabó: Holomorphic disks and knot invariants. Adv. Math. 186 (2004), no. 1, 58–116.
- avec Szabó: Heegaard Floer homology and contact structures. Duke Math. J. 129 (2005), no. 1, 39–61.
- avec Szabó: On knot Floer homology and lens space surgeries. Topology 44 (2005), no. 6, 1281–1300.
- avec Szabó: Holomorphic triangles and invariants for smooth four-manifolds. Adv. Math. 202 (2006), no. 2, 326–400.
- avec Peter Kronheimer, Tomasz Mrowka, Szabó: Monopoles and lens space surgeries. Ann. of Math. (2) 165 (2007), no. 2, 457–546.